# Joaquim Company i Soler
Joaquim Company i Soler (Penàguila, l'Alcoià, 3 de gener de 1732 - València, 13 de febrer de 1813) va ser un religiós valencià, arquebisbe de Saragossa i de València. Franciscà des dels quinze anys, estudià filosofia i teologia, ostentà les càtedres de d'arts i de teologia moral i escolàstica i ocupà els càrrecs de guardià, definidor provincial, ministre provincial i, del 1792 al 1806, definidor general dins d'aquest orde.
Fou arquebisbe de Saragossa (1797-1800), per nomenament de Pius VI, i de València (1800-1813) per Pius VII. Durant la invasió napoleònica fou vicepresident de la Junta Suprema de València i refusà fugir a Mallorca en ser ocupada la ciutat. Aconseguí, després de guanyar-se el respecte del francesos, que molts condemnats per conspiració foren perdonats, el restabliment del culte catòlic i la reedificació de l'arquebisbat. Les seues despulles descansen a la capella de la Puríssima de la Catedral de València.